# العلاقات الأرمنية الرومانية
العلاقات الأرمينية الرومانية هي العلاقات الثنائية التي تجمع بين أرمينيا ورومانيا.

## مقارنة بين البلدين
هذه مقارنة عامة ومرجعية للدولتين:
| وجه المقارنة                                              | أرمينيا                    | رومانيا                                                                               |
| --------------------------------------------------------- | -------------------------- | ------------------------------------------------------------------------------------- |
| المساحة (كم2)                                             | 29.74 ألف                  | 238.40 ألف                                                                            |
| عدد السكان (نسمة)                                         | 2.93 مليون                 | 19.59 مليون                                                                           |
| الكثافة السكانية (ن./كم²)                                 | 98.52                      | 82.17                                                                                 |
| العاصمة                                                   | يريفان                     | بوخارست                                                                               |
| اللغة الرسمية                                             | لغة أرمنية                 | اللغة الرومانية                                                                       |
| العملة                                                    | درام أرميني                | ليو روماني                                                                            |
| الناتج المحلي الإجمالي (بليون دولار)                      | 11.54 مليار                | 211.80 مليار                                                                          |
| الناتج المحلي الإجمالي (تعادل القوة الشرائية) بليون دولار | 25.41 مليار                | 465.56 مليار                                                                          |
| الناتج المحلي الإجمالي الاسمي للفرد دولار أمريكي          | 3.49 ألف                   | 9.47 ألف                                                                              |
| الناتج المحلي الإجمالي للفرد دولار أمريكي                 | 8.07 ألف                   | 23.63 ألف                                                                             |
| مؤشر التنمية البشرية                                      | 0.743                      | 0.793                                                                                 |
| رمز المكالمات الدولي                                      | +374                       | +40                                                                                   |
| رمز الإنترنت                                              | .am، .հայ ‏                 | .ro                                                                                   |
| المنطقة الزمنية                                           | ت ع م+04:00، توقيت أرمينيا | ت ع م+02:00، ت ع م+03:00، أوروبا/بوخارست ‏، توقيت شرق أوروبا، توقيت شرق أوروبا الصيفي ‏ |

## مدن متوأمة
في ما يلي قائمة باتفاقيات التوأمة بين مدن أرمينية ورومانية:
- ترتبط ديليجان مع رومان، رومانيا باتفاقية توأمة.
- ترتبط بيرد مع فوكشاني باتفاقية توأمة.

## منظمات دولية مشتركة
يشترك البلدان في عضوية مجموعة من المنظمات الدولية، منها:
| علم المنظمة | اسم المنظمة                               | تاريخ انضمام أرمينيا | تاريخ انضمام رومانيا |
| ----------- | ----------------------------------------- | -------------------- | -------------------- |
|             | المنظمة الأوروبية لسلامة الملاحة الجوية   | 2006                 | 1996                 |
|             | منظمة الشرطة الجنائية الدولية             | ?                    | ?                    |
|             | الاتحاد البريدي العالمي                   | ?                    | ?                    |
|             | منظمة التجارة العالمية                    | 5 فبراير 2003        | 1995                 |
|             | الفريق المعني برصد الأرض                  | ?                    | ?                    |
|             | مؤسسة التنمية الدولية                     | 25 أغسطس 1993        | 12 أبريل 2014        |
|             | منظمة الأمن والتعاون في أوروبا            | 30 يناير 1992        | 25 يونيو 1973        |
|             | مؤسسة التمويل الدولية                     | 18 أبريل 1995        | 23 سبتمبر 1990       |
|             | مجلس أوروبا                               | 25 يناير 2001        | 7 أكتوبر 1993        |
|             | منظمة حظر الأسلحة الكيميائية              | ?                    | ?                    |
|             | منظمة التعاون الاقتصادي للبحر الأسود      | ?                    | ?                    |
|             | الأمم المتحدة                             | 2 مارس 1992          | 14 ديسمبر 1955       |
|             | الاتحاد الدولي للاتصالات                  | 30 يونيو 1992        | 9 فبراير 1866        |
|             | البنك الدولي للإنشاء والتعمير             | 16 سبتمبر 1992       | 15 ديسمبر 1972       |
|             | المركز الدولي لتسوية المنازعات الاستشارية | 16 أكتوبر 1992       | 12 أكتوبر 1975       |
|             | وكالة ضمان الاستثمار متعدد الأطراف        | 5 ديسمبر 1995        | 10 سبتمبر 1992       |
|             | يونسكو                                    | 9 يونيو 1992         | 27 يوليو 1956        |

## وصلات خارجية
- موقع وزارة الخارجية الأرمينية
- موقع وزارة الخارجية الرومانية